# Релокализация (экономика)
Релокализация — возвращение бизнес-процессов, ранее вынесенных в другие регионы.

## Определение
Согласно М. Мухуду (2008, 1993, 1989) экономическую релокализацию можно определить двумя способами:
- В строгом смысле, это возвращение производственных (сервисных) единиц, ранее вынесенных в страны с более низкими расходами на заработную плату, в их страны происхождения.
- В широком смысле, релокализация — это замедление делокализации (перенесения) экономической деятельности в страны с низкой зарплатой, или пересмотр ранее принятых решений о делокализации в секторах, чувствительных к конкуренции по затратам.

## Волны релокализации
М. Мухуд (2008) выделяет четыре волны релокализации:
1. В конце 1970-х годов релокализацию осуществляли транснациональные корпорации из США, особенно в отрасли электроники и полупроводников.
2. Фирмы из Германии делали это в 1980-х — 1990-х годах, исходя из факторов, обратных тем, которые вызвали делокализацию: сокращение удельных затрат благодаря автоматизации и роботизации сегментов производства и сборки, с одной стороны, и снижающиеся транспортные и трансакционные расходы в целом, с другой стороны.
3. В середине 1990-х годов релокализация осуществлялась в рамках стратегии оптимизации жизненного цикла продукта в отраслях ИТ, телекоммуникаций и мобильной связи.
4. Последняя волна началась в 2000-х годах в секторе услуг и обрабатывающей промышленности. Эти случаи остаются маргинальными по сравнению с масштабами делокализации (офшоринга).

## Факторы релокализации
Релокализация является возможным ответом на несколько факторов:
- проблемы качества конечного продукта; в сервисных подразделениях (например, колл-центрах), может появиться потребность в географической близости к клиенту.
- вопросы стоимости; экономический интерес к релокализации меняется в зависимости от изменения заработной платы в странах, в которые вынесена деятельность, затрат на транспорт, непосредственно связанных с ценами на энергоресурсы, изменений методов производства, в частности, уровня автоматизации, помощи государственных органов, которые принимают во внимание объём социальных расходов, уровня безработицы и др.
- рационализация производства крупными корпорациями, которые возвращаются на рынки своих стран происхождения.

Иногда выделяют также три фактора, влияющие на релокализацию:
1. распространение технологических изменений с помощью новых технологических процессов (гибкие технологии) и инновации в продуктах;
2. организационные инновации;
3. неопределённость спроса.

Желание некоторых лидеров выстроить свои экономические модели на базе углеродного баланса или корпоративной социальной ответственности (или даже ISO 26000) может в ближайшие несколько лет стать новым фактором релокализации.

## В контексте деглобализации
Поскольку перспективы создания нового производственного сектора неясны, рыночная система стремится восстановить своё равновесие через новые формы ведения бизнеса. Это проявляется в деглобализации, превращении цепей поставок в цепи спроса; большие экономики фокусируются на своих внутренних рынках, на смену аутсорсингу приходит «бэксорсинг»; экономическая деятельность возвращается обратно в страны и места происхождения. Известный слоган «Мысли глобально, действуй локально» переосмысливается как использование глобальной информации и знаний в локальных действиях.